# Vaux-le-Pénil
 Vaux-le-Pénil  es una población y comuna francesa, en la región de Isla de Francia, departamento de Sena y Marne, en el distrito de Melun y cantón de Melun-Nord.

## Historia
La región de Vaux-le-Pénil está poblada desde antiguo. El descubrimiento de yacimientos de piedras talladas y de sílex pulidos lo atestigua. A lo largo de los siglos, Vaux le Pénil vio instalarse a los celtas, los germánicos (de ello viene el nombre del dominio  del Germenoy) y los galos antes que los romanos conquistasen la Galia. Un templo dedicado a Júpiter Penius fue erigido en las alturas que dominan el Sena, próximo de la actual iglesia.
En el siglo X, fue constituido el feudo de Peni, cuyo primer propietario feudal se llamaba Henry de Peni. El blasón actual de la ciudad es el de Pierre de Peni, creado en 1274.
Durante siglos, las actividades de las casas de labranza que formaban el poblado estaban principalmente dedicadas a la agricultura y a la ganadería. También se cultivaban viñas en las alturas.
Vaux le Pénil fue durante mucho tiempo un pueblo modesto, pero tuvo el privilegio (muy raro en las comarcas francesas) de poseer una escuela en el año 1671. 
En 1789, Emmanuel Fréteau de Saint Just, último señor feudal de Vaux le Pénil, fue elegido presidente de la Asamblea Constituyente y participó en la redacción de la Declaración de los Derechos del Hombre y del Ciudadano.
El primer alcalde de Vaux le Pénil, Germain Siraudin, fue elegido en 1790.
El 5 de septiembre de 1914, en el castillo de Vaux le Pénil, tiene lugar el encuentro entre el general Joffre y el mariscal inglés French.  Ambos jefes militares prepararon los planos de la famosa batalla del Marne. 
Después de la Segunda Guerra Mundial, la urbanización se acelera y la agricultura desaparece poco a poco para dejar paso a numerosas actividades industriales.
A lo largo del tiempo, el nombre de la ciudad cambió en diferentes ocasiones, del latín Vallis Pennulus, pasando por Le Chatel de Peni (1388), Vaulx-le-Peny (1409) y Vaux-Apenil (1720) hasta el actual Vaux-le-Pénil (1796).
El 25 de marzo de 2011 se procedió al hermanamiento entre Vaux-le-Pénil y la villa de Navalcarnero (Madrid, España).

## Demografía
| 2236 | 2506 | 4405 | 6960 | 8143 | 10 688 |
| Para los censos de 1962 a 1999 la población legal corresponde a la población sin duplicidades (Fuente: INSEE [Consultar]) |      |      |      |      |        |

## Cultura
Vaux le Pénil dispone de algunas manifestaciones culturales reseñables, como son: 
- Temporada cultural de la Ferme des Jeux (18 espectáculos de septiembre a mayo)
- Festival del cine para los jóvenes (abril)
- Fiesta del deporte (cada dos años en junio)
- Concierto  « Sonidos de la Ferme (en junio)
- Nocturno de Patines (cada dos años en septiembre)
- Baile del 14 de julio (Fiesta Nacional)
- Jardín de verano de la Ferme des Jeux (julio y agosto) para niños pequeños)
- Fórum de las Asociaciones (en septiembre).

## Ciudades hermanadas
- Navalcarnero (España)